# Bond (quarteto de cordas)
Bond ou BOND (anteriormente grafado como bond em deferência aos proprietários da marca registrada 007) é um quarteto de cordas australiano/britânico especializado em crossover clássico e música synth-pop O quarteto vendeu cinco milhões de álbuns.

## Criação
O Bond foi formado após conversas iniciais entre o compositor e produtor musical de Vanessa-Mae, Mike Batt, e seu empresário, o promotor Mel Bush, depois que Batt sugeriu a Bush que os dois deveriam formar um quarteto composto por "quatro músicos lindos e talentosos". Foram realizadas audições na Baden Powell House em Londres, e o violinista (Eos) e o violoncelista (Gay Yee) e um violista foram "escalados" naquele momento, usando como peça de audição "Contradanza", que Batt havia escrito para Vanessa Mae. Foi acordado entre eles que tudo o que era necessário era encontrar o primeiro violinista ideal. Algum tempo depois, Bush seguiu em frente sem Batt, recrutando o ex-engenheiro de Batt, Gareth Cousins. Isso resultou em quatro gravações iniciais que a banda fez, o que levou Bond a assinar com a Decca. Três dessas gravações originais, "Duel", "The 1812" e "Dalalai", foram a base do primeiro álbum, Born, com o produtor Magnus Fiennes fornecendo faixas adicionais e Mike Batt adicionando um rearranjo e remix de "Victory", que se tornou o primeiro single.
O quarteto atualmente é composto por Tania Davis (primeiro violino, anteriormente viola, de Sydney, Austrália), Eos Counsell (segundo violino, de Cardiff, País de Gales), Elspeth Hanson (viola, de Upper Basildon, Inglaterra) e Gay-Yee Westerhoff (violoncelo, de Hull, Inglaterra). Hanson substituiu a integrante original da banda Haylie Ecker (anteriormente primeira violinista e de Perth, Austrália), que saiu em 2008 para ter um filho.

### Gênero e sucesso
Seu álbum de estreia, Born (álbum), foi removido das paradas clássicas do Reino Unido, aparentemente devido ao fato de "soar muito com música pop"[carece de fontes?]. Born posteriormente subiu para o primeiro lugar em 21 paradas ao redor do mundo.[carece de fontes?] Shine, seu segundo álbum, ganhou disco de ouro em seis países.[carece de fontes?] Remixed apresentou remixes de seus dois primeiros álbuns, bem como três novas peças. Seu terceiro álbum de estúdio, Classified, ganhou platina dupla na Austrália, alcançando o primeiro lugar nas paradas clássicas e pop.[carece de fontes?] Explosive: The Best of Bond é um "Best of" que, novamente, inclui três peças inéditas.

## Aparências e trabalhos recentes

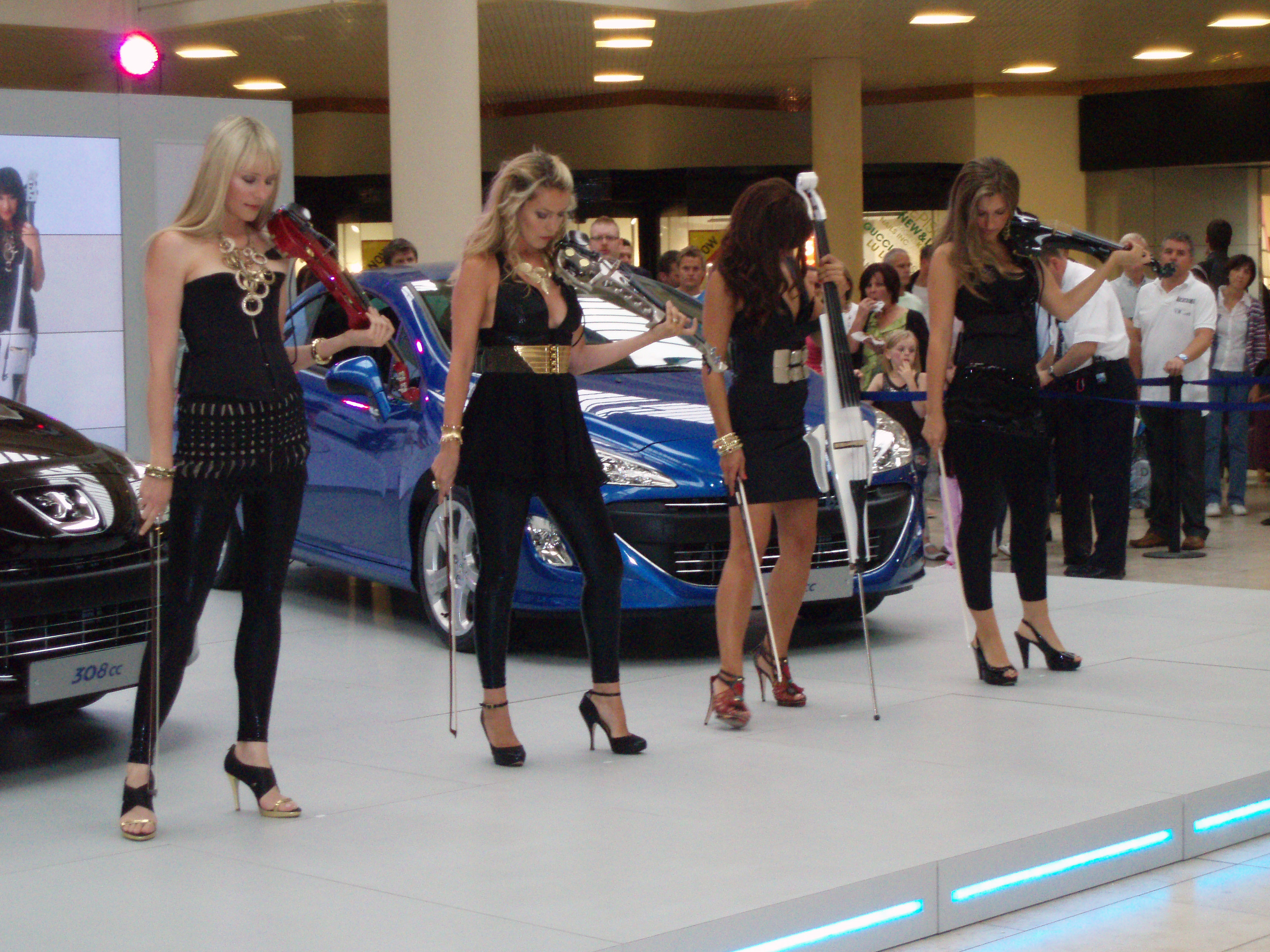
Bond se apresentando no Metrocentre, Gateshead, na promoção do Peugeot 308CC

O quarteto passou grande parte de 2003 em turnê, principalmente pela Ásia, e participou do Miss Universo 2003 realizado na Cidade do Panamá, Panamá. Eles também atuaram e filmaram um comercial de TV para a rede de lojas de departamentos americana Marshall Field's e fizeram um comercial em Los Angeles para o fabricante japonês de karaokê Daiichi Kosho. O grupo fez sua estreia no cinema interpretando a si mesmos em uma cena da paródia de James Bond de Rowan Atkinson, Johnny English, para a qual também contribuíram com a faixa "Kismet" (composta por Westerhoff) e tocaram no tema principal. Elas também apareceram como elas próprias no filme XXx: State of the Union, tocando "Victory".
O violinista clássico André Rieu e a Orquestra Johann Strauss tocaram ao vivo na véspera de Ano Novo em Viena, num conjunto que inclui muitas das favoritas de Strauss, bem como uma participação de Bond tocando "Victory".
Em 2009, a Peugeot contratou Bond para gravar "As Quatro Estações" de Vivaldi para anunciar o 308CC. Todos os quatro membros da banda ajudaram a fazer o arranjo dessas faixas. As faixas estavam disponíveis para download gratuitamente no site da Peugeot, com "Summer" e "Winter" também aparecendo no álbum Play de Bond.
Em entrevista ao Birmingham Mail, Davis revelou que Bond estava atualmente trabalhando em seu próximo álbum de estúdio. Ela também observou que o próximo álbum teria influências ciganas, folk e do Leste Europeu. No final de 2010 a banda começou a apresentar novo material de seu novo álbum Play em shows no México, incluindo o novo single "Diablo".
As músicas do álbum incluem seu primeiro single, intitulado "Diablo". É caracterizada por uma batida acelerada e apresenta o próprio Eos Counsell de Bond como vocalista na música. O quarteto de cordas também apresenta Jai Ho, grande sucesso do filme Slumdog Millionaire O álbum também traz alguns sucessos mais reconhecíveis, como a música "Pump It", uma versão do hit " Miserlou " de Dick Dale e His Del Tones, apresentada nos créditos de abertura de Pulp Fiction A música "Last Time" é uma interpretação da música Bitter Sweet Symphony da banda The Verve.
Os membros da Bond também escreveram suas próprias faixas no álbum. Gay-Yee Westerhoff compôs a música "Beatroot", que tem forte influência russa (o que pode ser notado por um clarinete improvisando sobre as cordas).
De acordo com a página da banda na Internet, o grupo gravou um medley de sucessos de Lady Gaga a pedido de sua gravadora japonesa. O medley de Lady Gaga estava disponível inicialmente por download telefônico e foi lançado digitalmente, logo depois, como parte de um lançamento especial do álbum japonês.
Bond também cantou "I Am the Walrus" ao lado de Russell Brand na Cerimônia de Encerramento das Olimpíadas de 2012. Eles voltaram ao Estádio Olímpico de Londres em julho de 2013 para se apresentar no evento The National Lottery Anniversary Run.
Uma equipe formada pelos quatro membros restantes de Bond e pelo compositor David Arnold (de acordo com a BBC, inclusive porque ele compôs músicas para os filmes de James Bond) competiu e venceu um episódio de Celebrity Eggheads exibido pela primeira vez na BBC2 na quinta-feira, 1º de junho de 2017, ganhando um prêmio de £20.000 para caridade como resultado.
Bond cantou o Hino Nacional Australiano na partida entre Austrália e Nova Zelândia do Campeonato de Rúgbi de 2013 em Sydney, em 17 de agosto.
Bond cantou "Married Life", de Up, ao lado da Cinematic Sinfonia no Royal Albert Hall como parte de Michael Giacchino At 50: A Birthday Gala Celebration, em 20 de outubro de 2017.

## Pessoal

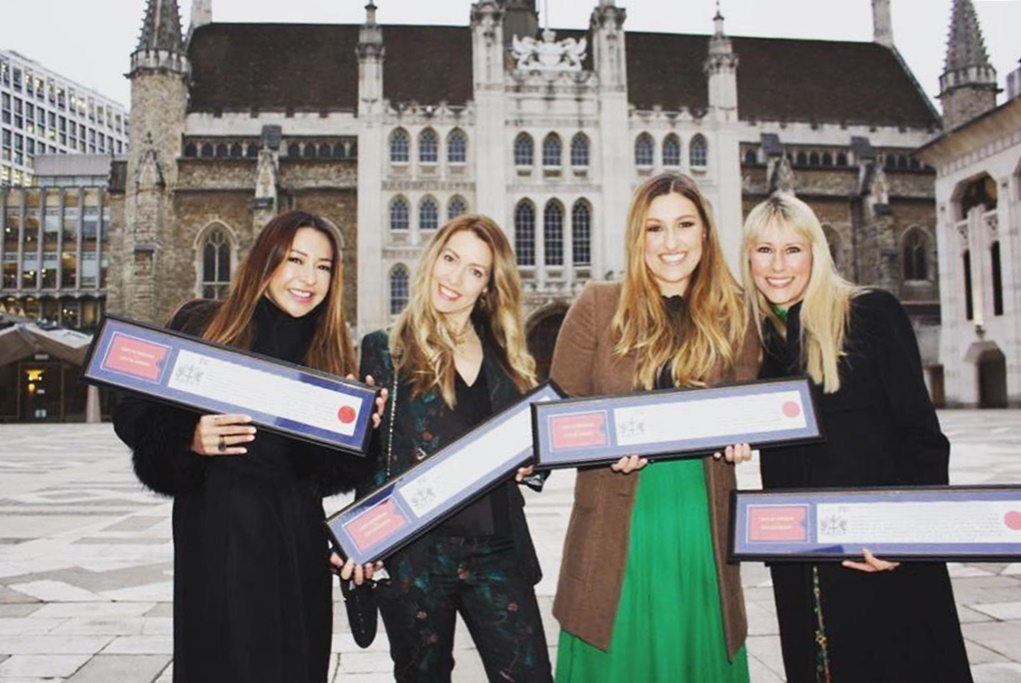
Os membros da Bond em janeiro de 2018

### Membros atuais
- Tania Davis – viola (2000–2008), primeiro violino (2008–presente)
- Eos Counsell – segundo violino (2000-presente)
- Elspeth Hanson – viola (2008-presente)
- Gay-Yee Westerhoff – violoncelo (2000-presente)

### Membros anteriores
- Haylie Ecker – primeiro violino (2000–2008)

## Discografia

### Álbuns de estúdio
- Nascido (2000)
- Brilhar (2002)
- Classificado (2004)
- Jogar (2011)
- A Coleção (2020)

### Compilações
- Remixed (2003)
- Explosive: The Best of Bond (2005)

### Discos promocionais
- Raymond Weil (2001)
- Fab Field's Mix (2003)

### Trilhas sonoras
- Johnny English

### Músicas
- "Victory"
- "Wintersun"
- "Viva!/Wintersun"
- "Shine"
- "Fuego"
- "Speed"
- "Atlanta/Time"
- "Viva!/Victory"
- "Explosive/Adagio for Strings"
- "Fly Robin Fly"
- "I can't Wait (2019)"
- "Panthera (2019)"
- "Zadok The Priestess (2020)"
- "Come Home (2020)"
- " Artemis (2020) "
- " Alone (2020) "
- " Experience by Ludovico Einaudi (2021) "
- " Cease and Desist (2021) "
- " Rise of the Phoenix (2022) "
- " Me and You (2023) "

### DVDs
- Live at the Royal Albert Hall
- Bond: Video Clip Collection

### Aparições em filmes
- XXx: State of the Union
- Johnny English

## Galeria de imagens

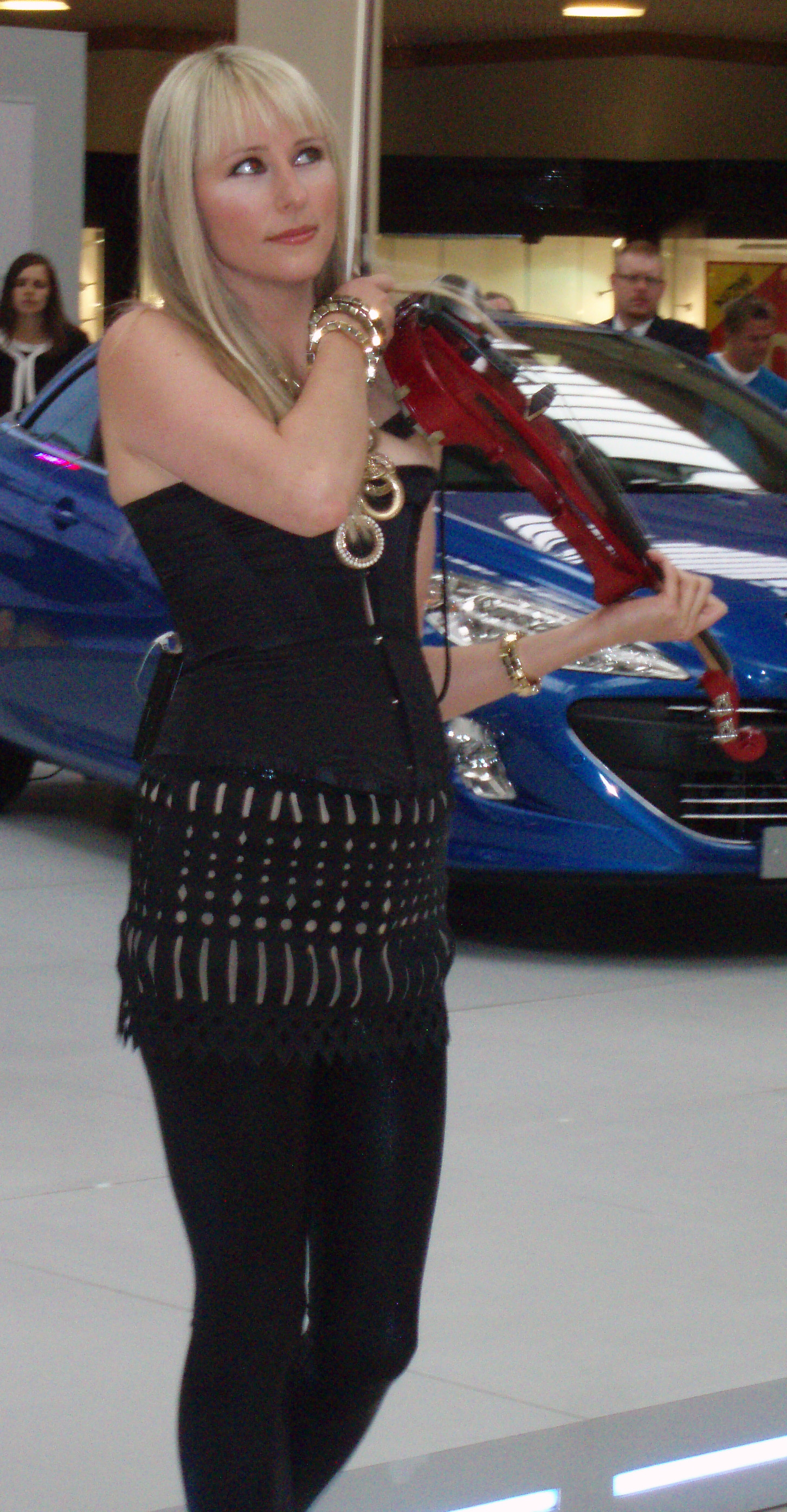
Tania Davis em 2009.
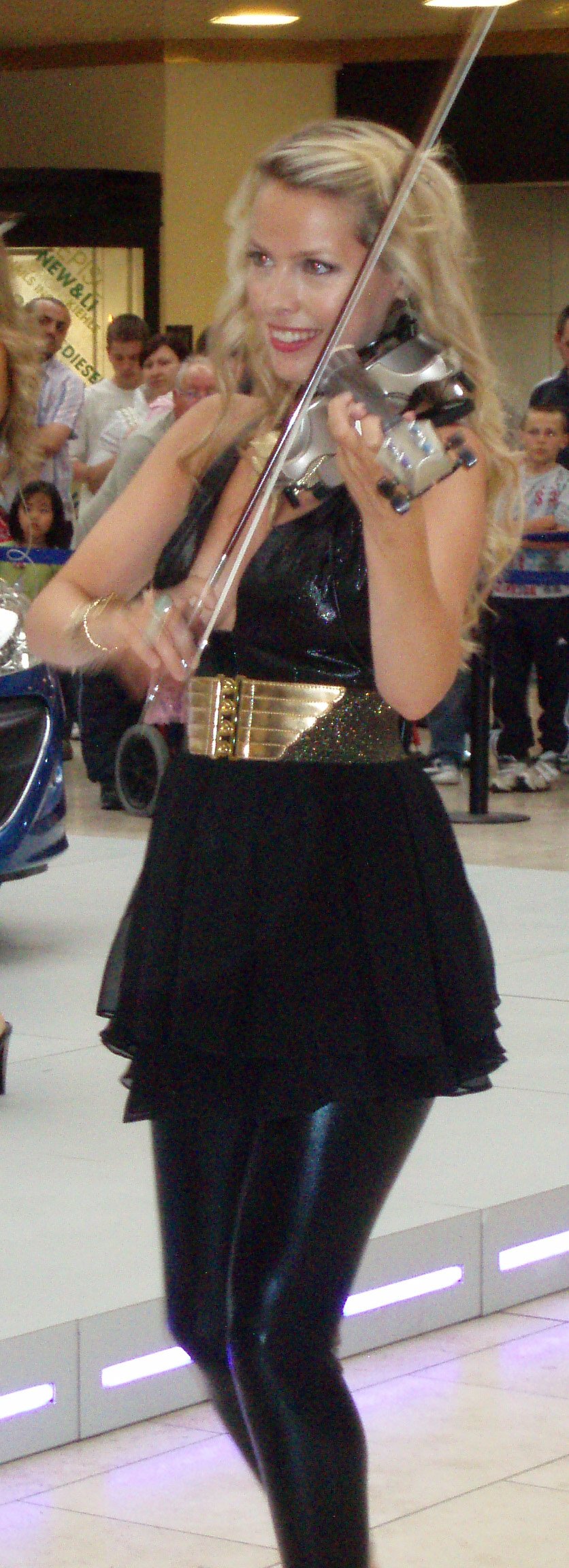
Eos Counsell em 2009.
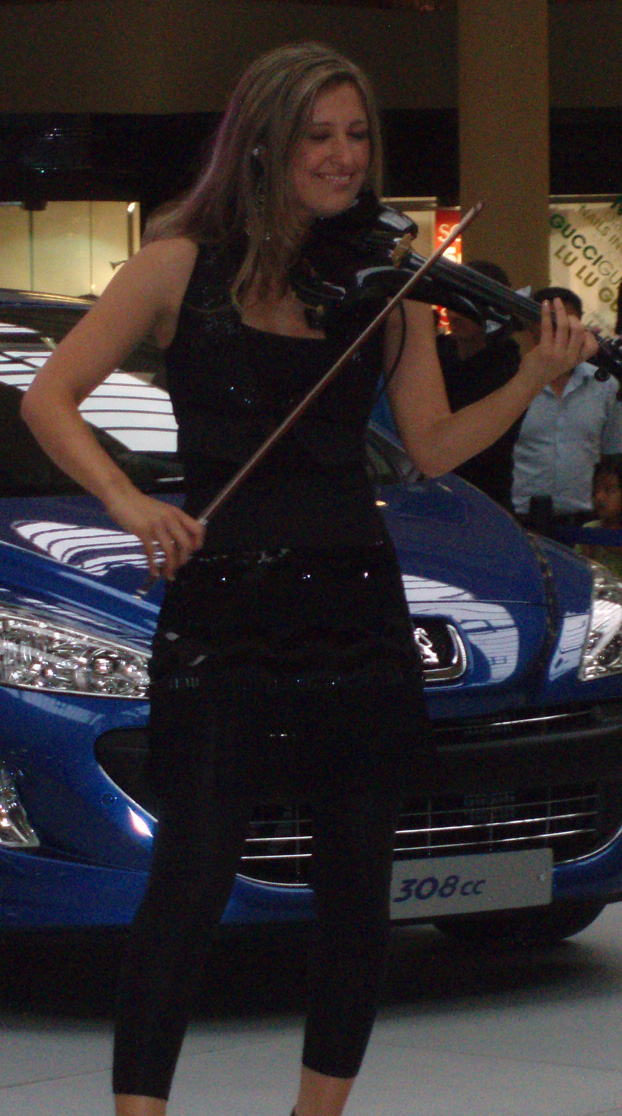
Elspeth Hanson em 2009.
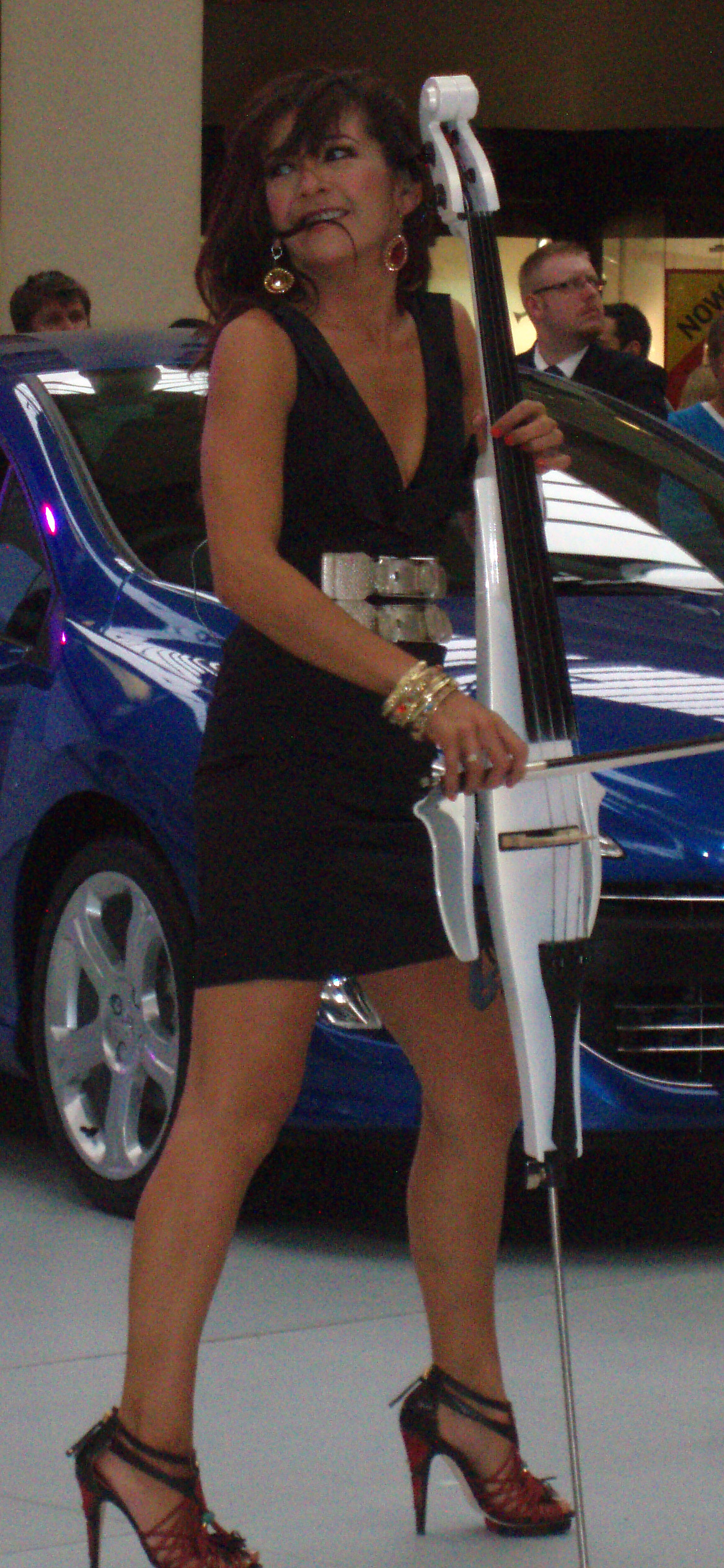
Gay-Yee Westerhoff em 2009.